# タメ語
タメ語 (Taeme, Tame) は、パプアニューギニア西部州モアヘッド・ルーラルLLG北東部のKondobol地区で使用されているパホトゥリ語の1つ。モアヘッド・ルーラルLLGのKondobol地区タメ村で834人が使用している。
タメ語はイディ語と最も近い関係にある。